# Toowoomba, Queensland
Toowoomba este o localitate în statul Queensland, Australia.